# 五子之歌
五子之歌是夏朝國君太康的五個弟弟創作的诗歌，已失傳，《偽古文尚書》中有偽托。

## 背景
太康被后羿打敗後。太康的五位弟弟和母亲被赶到洛河後作五子之歌，先叙失國之事，以表示悔改。

## 偽造
《偽古文尚書》中的版本為
- 其一曰：“皇祖有训，民可近，不可下，民惟邦本，本固邦宁。予视天下愚夫愚妇一能胜予，一人三失，怨岂在明，不见是图。予临兆民，懔乎若朽索之驭六马，为人上者，奈何不敬？”
- 其二曰：“训有之，内作色荒，外作禽荒。甘酒嗜音，峻宇雕墙。有一于此，未或不亡。”
- 其三曰：“惟彼陶唐，有此冀方。今失厥道，乱其纪纲，乃厎灭亡。”
- 其四曰：“明明我祖，万邦之君。有典有则，贻厥子孙。关石和钧，王府则有。荒坠厥绪，覆宗绝祀！”
- 其五曰：“呜呼曷归？予怀之悲。万姓仇予，予将畴依？郁陶乎予心，颜厚有忸怩。弗慎厥德，虽悔可追？”

其中“民可近，不可下”竄改自《国语·周语》引《尚書》“民可近也，而不可上也”，“一人三失，怨岂在明，不见是图”抄自《国语·晋语》引《夏書》，第三章則竄改自《左传·哀公六年》引《夏書》“惟彼陶唐，帅彼天常，有此冀方，今失其行，乱其纪纲，乃灭而亡”，“关石和钧，王府则有”則抄自《国语·周语》引《夏書》。

## 研究
一說《武觀》即是五子之歌。传说启有五子，被贬于觀（今頓丘衛縣），称为“五观”， 亦曰“武觀”，夏启十年曾聯合叛乱。《墨子·非乐上》引《武觀》曰：“启子淫溢康乐，野于饮食。将将锽锽，筅磬以方。湛浊于酒，渝食于野。万舞翼翼，章闻于天，天用弗式。”